# Animals Should Not Try to Act Like People
Animals Should Not Try to Act Like People è un EP/DVD del gruppo statunitense Primus, pubblicato nel 2003 dalla Interscope Records e dalla la Prawn Song Records, etichetta discografica di proprietà del bassista e cantante del gruppo, Les Claypool.
L'album vede il ritorno del batterista Tim Alexander. Il DVD troviamo oltre a vari videoclip, compresi quelli pubblicati nel precedente Home Video, Cheesy Home Video, ed esibizioni live.

## Tracce
CD
1. The Carpenter and the Dainty Bride - 6:35
2. Pilcher's Squad - 1:54
3. Mary the Ice Cube - 4:37
4. The Last Superpower AKA Raspscallion - 7:16
5. My Friend Fats - 7:55

DVD
- Videoclip ufficiali

1. John the Fisherman
2. Too Many Puppies
3. Jerry Was a Race Car Driver
4. Tommy the Cat
5. My Name Is Mud
6. DMV
7. Mr. Krinkle
8. Wynona's Big Brown Beaver
9. Southbound Pachyderm
10. Shake Hands with Beef
11. Over the Falls
12. Lacquerhead
13. The Devil Went Down to Georgia

- Live

1. Horrible Men
2. Horrible Swill
3. Southbound Pachyderm
4. Mr. Krinkle
5. Duchess and the Proverbial Mind Spread (in alcune versioni è intitolato Kalamazoo)
6. Lacquerhead
7. My Name Is Mud (Woodstock '94)
8. Those Damned Blue Collar Tweekers (Woodstock '94)

## Formazione
- Les Claypool - voce, basso
- Larry "Ler" LaLonde - chitarra, sintetizzatore
- Tim Alexander - batteria, percussioni